# Zvi Yehuda Kook
Rabino Zvi Yehuda Kook é filho do Rabino Avraham Itzchak Hacohen Kook, recebeu do sucessor de seu pai a função de rabino chefe da Yehivat Merkaz Harav em Jerusalém, função que exerceu por 30 anos até a sua morte em 1982. Ele exercera anteriormente a função de coordenação espiritual da Yeshivá desde sua fundação, e parte do tempo foi também seu diretor administrativo.
A partir de 1935 dedicou-se intensivamente à pesquisa, ordem e edição das escrituras de seu pai. Este, junto com seus ensinamentos na Yeshivat Merkaz Harav, foram suas maiores contribuições para o sionismo religioso – ele transformou a filosofia do Rav Kook em livros organizados e alcansáveis ao público em geral, e os ensinamentos de seu pai viraram classes que podiam ser acompanhadas mesmo por pessoas que não tinham formação em Yeshivot. A Yeshivá cresceu e se tornou o centro espiritual de todos os religiosos sionistas de sua época, atraindo muitos jovens – principalmente participantes do movimento juvenil sionista Bnei Akiva.
Com a criação do Estado de Israel ele se filiou ao movimento político Hapoel HaMizrahi, inclusive entrando na lista de canditatos do partido nas eleições de 1951 (inclusão esta feita no lugar simbólico 119º para frisar seu apoio ao partido).
Em sua filosofia, ele via a criação do Estado de Israel uma etapa na redenção da nação judaica. Ele tentou fortificar os elementos que compunham deste Estado por um lado, e por outro agia para a implementação de elementos de um cunho mais religioso a política e ao governo.